# Розен, Сэмюэл
Сэмюэл Розен (англ. Samuel Rosen; 10 апреля 1897, Сиракьюс, штат Нью-Йорк, США — 5 ноября 1981, Пекин, Китай) — американский врач-оториноларинголог, отохирург.

## Биография
Родился в еврейской семье польского происхождения в бедной части Сиракьюс, был четвёртым из пяти детей, отец был торговцем посуды. Учился в местном Сиракузском университете, причём сначала изучал право, потом перевёлся на медицинский факультет, который окончил в 1921 году. Братья и сестры помогали оплачивать его обучение в университете.
После окончания университета перебрался в Нью-Йорк, стал работать в Манхэттене в госпитале Маунт-Синай, с которым был связан вплоть до своей смерти. Практиковал врачом-оториноларингологом, занимался проблемами отологии и отохирургии, в частности, проблемой отосклероза. В 1952 году возродил операцию по мобилизации стремени у больных отосклерозом. С 1960 года профессор Колледжа общей терапии и хирургии Колумбийского университета в Нью-Йорке.
Сэмюэл Розен стал очень известным отохирургом, посещал с мастер-классами разные страны, в том числе Египет, Израиль, СССР, Польшу, Судан, Китай. Так в СССР он даже оперировал своего киевского коллегу Алексея Исидоровочиа Коломийченко, страдавшего тугоухостью, операция, правда, результатов не принесла. В 1966 году Сэмюэл Розен был избран иностранным членом АМН СССР.
В 1973 году Сэмюэл Розен опубликовал автобиографию, которая получила широкое признание.
Во время одной из зарубежных командировок в Китай, куда Сэмюэл Розен отправился с женой Хелен, почувствовал боли в животе, был доставлен в больницу Пекина, врачи пытались его спасти, но 5 ноября 1981 года Сэмюэл Розен умер в возрасте 84 лет от массивного кровотечения. По некоторым данным у него случился разрыв аневризмы аорты.

## Именем Розена названы
- Разрез по Розену — трансканальный доступ к среднему уху, при котором выполняется циркулярный разрез кожи наружного слухового прохода условно от 12-ти до 6-ти часов и формируется небольшой меато-тимпанальный лоскут, откидываемый кпереди. Применяется при хирургии отосклероза и некоторых вариантах тимпанопластики.

## Научные труды
- Rosen S. Mobilization of the stapes to restore hearing in otosclerosis. N-Y.J.Med. 1953;53:2650-2653;
- Rosen S. Results of mobilization of fixed stapedial foot plate in otosclerotic deafness. JAMA. 1956;161(7):595-9;